# Asplanchna
Asplanchna is een geslacht van raderdiertjes uit de familie van de Asplanchnidae.

## Soorten
- Asplanchna brightwellii Gosse, 1850
- Asplanchna cincinnatiensis Turner, 1892
- Asplanchna girodi de Guerne, 1888
- Asplanchna herricki De Guerne, 1888
- Asplanchna intermedia Hudson, 1886
- Asplanchna magnifica Herrick, 1885
- Asplanchna papuana Daday, 1897
- Asplanchna priodonta Gosse, 1850
- Asplanchna sieboldii (Leydig, 1854)
- Asplanchna silvestrii Daday, 1902
- Asplanchna syringoides Plate, 1889
- Asplanchna triophthalma Daday, 1883